# Délégation du gouvernement au Pays basque
La délégation du gouvernement au Pays basque est un organe du ministère de la Politique territoriale. Le délégué représente le gouvernement de l'Espagne dans la communauté autonome du Pays basque.

## Structure

### Siège
Le siège de la délégation du gouvernement au Pays basque se situe au 17 paseo Fray Francisco à Vitoria-Gasteiz, la capitale régionale.

### Sous-délégation
Le délégué du gouvernement au Pays basque est assisté de trois sous-délégués du gouvernement. Il existe une sous-délégation dans chaque province de la communauté autonome :
- sous-délégation du gouvernement en Alava (Calle Olaguibel, 1, 01071-Vitoria-Gasteiz) ;
- sous-délégation du gouvernement au Guipuscoa (Plaza Pío XII, 6, 20010-San Sebastián) ;
- sous-délégation du gouvernement en Biscaye (Plaza Federico Moyúa, 5, 48071-Bilbao).

## Titulaires
| Délégués | Délégués                            | Dates du mandat | Dates du mandat | Parti |
| -------- | ----------------------------------- | --------------- | --------------- | ----- |
|          | Jaime Mayor Oreja                   | 31/07/1982      | 30/12/1982      | UCD   |
|          | Ramón Jáuregui                      | 30/12/1982      | 11/03/1987      | PSOE  |
|          | Julen Elorriaga Goyeneche           | 14/03/1987      | 08/11/1989      | PSOE  |
|          | Juan Manuel Eguiagaray              | 23/12/1989      | 16/03/1991      | PSOE  |
|          | José Antonio Aguiriano Forniés      | 06/04/1991      | 14/05/1996      | PSOE  |
|          | Enrique Villar Montero              | 18/05/1996      | 10/01/2004      | PP    |
|          | Carlos María de Urquijo Valdivielso | 10/01/2004      | 24/04/2004      | PP    |
|          | Paulino Luesma Correas              | 24/04/2004      | 01/05/2008      | PSOE  |
|          | Miguel Ángel Cabieces García        | 01/05/2008      | 06/01/2012      | PSOE  |
|          | Carlos María de Urquijo Valdivielso | 06/01/2012      | 31/12/2016      | PP    |
|          | Javier de Andrés                    | 31/12/2016      | 19/06/2018      | PP    |
|          | Jesús Loza Aguirre                  | 19/06/2018      | 12/02/2020      | PSOE  |
|          | Denis Itxaso González               | 12/02/2020      | 13/03/2024      | PSOE  |
|          | Soledad Garmendia                   | 13/03/2024      | En fonction     | PSOE  |